# Октобас
Октобас (также может называться октавный контрабac или cyбконтрабac, итал. Ottobasso, фр. Octobasse, нем. Oktobass, англ. Octobass) — экспериментальный, самый крупный по размерам (около четырёх метров в высоту) и самый низкий по звучанию смычковый музыкальный инструмент, родственный контрабасу. Появился в середине XIX века.
Хотя Гектор Берлиоз расточал ему похвалы и предсказывал широкое распространение, октобасы никогда не производились серийно, музыки специально для них не писали. Единственное произведение XIX века, которое не может обойтись без октобаса, — месса соль-мажор в честь святой Цецилии, написанная Шарлем Гуно.

## История создания инструмента
Скрипичные мастера предположили, что размеры корпуса контрабаса недостаточно велики для низких звуков и начали экспериментировать с гигантскими контрабасами. В одном из музеев Англии демонстрируется инструмент под названием «Голиаф». Его длина — 2 метра 60 сантиметров. Предполагалось, чтобы на нём играло два человека: один стоял высоко на табуретке и зажимал струны, а другой — играл при помощи смычка. В связи с этим играть на данном инструменте было крайне сложно
Трёхструнный октобас был сделан Жаном Батистом Вильомом в 1849 году. Инструмент в коллекции Музее музыки в Париже — 3,48 метра в длину, тогда как полный размер контрабаса, как правило, около двух метров. Играть на нём проще, чем на «Голиафе», потому что Вильом предусмотрел оригинальные приспособления: октобас укреплён вертикально, исполнитель стоит на специальной площадке, чтобы удобно действовать смычком. Даже в таком положении шейка октобаса недоступна, вдобавок ладовые расстояния слишком велики и струны слишком толсты, чтобы прижимать их пальцами. Поэтому Вильом предусмотрел механизм, управляемый педалями и ручными рычагами. Музыкант стоит на одной ноге, другой нажимает педали, а рычагами оперирует левой рукой. От педалей и рычагов к грифу идут длинные тяги, связанные с планками, расположенными поперек грифа над струнами. При нажатии какой-нибудь педали или одного из рычагов соответствующая планка прижимает струну к грифу.
Октобас Вильома впечатлял своими размерами, но и он не был самым большим. Мастер Джон Гейер из североамериканского города Цинциннати построил инструмент высотой в четыре с половиной метра. Ширина этого октобаса достигала двух метров, так что поперек его корпуса свободно можно было уложить обычный контрабас.
Кроме парижского октобаса, подобные инструменты хранятся в Музее музыкальных инструментов в Финиксе (штат Аризона) и венском Музее истории искусств. В октябре 2016 года компания Canimex подарила октобас Монреальскому симфоническому оркестру, который теперь является единственным в мире оркестром с октобасом. Изготовил монреальский октобас в 2010 году лютье из Мирекура Жан-Жак Паже.
Широкого распространения октобасы не получили. Это объясняется даже не очевидным их неудобством из-за размеров, а тем, что мастера не получили ожидаемой силы и насыщенности звучания. Конечно, октобас мог издавать более низкие звуки, но никакими другими преимуществами перед контрабасом, как выяснилось на практике, он не обладал. Современные контрабасы могут обладать либо пятой струной, настроенной на C1 (до контроктавы), либо специальным механизмом, «удлиняющим» самую низкую струну и позволяющим получать дополнительные нижние звуки.
Тем не менее октобасы до сих пор участвуют в некоторых современных музыкальных представлениях.

## Строй инструмента
Согласно Берлиозу, октобас настраивался по квинтам в C1, G1, и C2 (до и соль контроктавы, до большой октавы), то есть, на октаву ниже виолончели и в точности как современный контрабас с нижним до. Следует помнить, что в то время на контрабасах нижнего до не было, и он мог спуститься только до E1 или даже G1 (ми или соль контроктавы). Механизм позволяет на каждой струне подняться на квинту, то есть верхняя возможная нота — G2 (соль большой октавы). Таким образом настроен парижский октобас с кишечными струнами (на некоторых записях слышно, что строй понижен на полутон).
Октобас в Финиксе снабжён современными металлическими струнами и настроен на до субконтроктавы, соль субконтроктавы и ре контроктавы: C0 (16,4 Гц), G0 (24,5 Гц) и D1 (36,7 Гц), то есть на две октавы ниже виолончели и на октавы ниже современного контрабаса с нижним до. Такой строй Берлиоз упоминает в трактате об оркестровке, но считает ошибочным. Как и в парижском октобасе, механизм позволяет играть на каждой струне в пределах квинты, то есть достигая A1 (ля контроктавы). Самая низкая нота этого октобаса соответствует нижней границе слышимого диапазона для человека (16 Гц — 20 кГц), тем самым достигнут предел и дальнейшее продление диапазона в область низких частот нецелесообразно, так как будет неслышимо. Часто за нижнюю частоту слышимого диапазона принимают 20 Гц, следовательно, самые низкие ноты уже заходят в инфразвук, но обертоны их слышны. (Аналогичная ситуация складывается с 32-футовыми регистрами органа).
Октобас Монреальского симфонического оркестра снабжён, как и парижский, кишечными струнами, и настроен на A0, E1, B1 (ля субконтроктавы, ми и си контроктавы), а верхняя граница его простирается до F♯2 (фа-диез большой октавы).

## Техника игры на октобасе
7 рычагов позволяют прижать одновременно все струны на каком-либо из ладов, с 1 до 7 соответственно.
Приёмы игры на октобасе и штрихи те же, что и на скрипке, однако из-за его очень крупных размеров и менее удобного положения смычка (на весу) техника игры на октобасе значительно ограничена, так как прижатие струн происходит не рукой, а рычажным механизмом. Это сильно снижает скорость исполнения быстрых пассажей, скачков, гамм.
Основная сфера применения октобаса — симфонический оркестр, если в произведении композитор специально включил партию для него.
Октобас был использован в своих произведениях многими композиторами, включая Рихарда Вагнера, который уделял особое внимание плотности звучания произведения, басовым и контрабасовым инструментам, Гектора Берлиоза, Рихарда Штрауса, Густава Малера, Иоганнеса Брамса, Петра Ильича Чайковского и других . Наиболее современные произведения с октобасом — это «Genesis» и «Four Poems» американского композитора Адама Гилберти.